# 恩仁三世
安日納三世（拉丁語：Beatus Eugenius PP. III；1088年5月4日—1153年7月8日）本名伯爾納鐸（Bernardo），1145年2月15日當選教宗，同年2月18日即位至1153年7月8日為止。

## 譯名列表
- 三世。
- 三世：[2]。
- 尤金三世：尤金。[3][4]
- 犹金三世：犹金。[5]